# Serena de Tous
Serena de Tous (Barcelona; c.1350 - c.1400) también conocida por Sereneta, escribió cartas a su esposo, Ramón de Tous, de las cuales se conservan dieciocho.

## Biografía

### Relación entre Serena y Ramón de Tous
Serena o Sereneta, como ella a menudo firmaba, vivió en Barcelona durante la segunda mitad del siglo XIV. A pesar de que se desconoce el origen de Serena, se sabe que en 1372 ya estaba casada con Ramón de Tous. Se cree que sería una mujer joven, de entre veinte y treinta años y con una diferencia de edad de unos veinte años con su marido. Ramón, su esposo, nació en Cerdeña y era mercader. Su padre procedía del castillo de Tous (Noya) y su madre era de origen sardo. En una de sus rutas comerciales se trasladó a Barcelona, donde fue admitido como ciudadano. 
Años más tarde, por recomendación de Guillemona de Togores, la dama de la reina, Ramón fue nombrado administrador de la condesa María de Luna, la cual se casó en 1372 con el niño Martí. Fue entonces cuando marchó hacia Aragón para administrar las tierras de la condesa, mientras Sereneta se quedó en Barcelona haciéndose cargo de su negocio. Serena tuvo que invertir sus propios ahorros en el comercio de ultramar para sacar adelante el negocio, además de administrar la economía doméstica. A pesar de tener una o dos esclavas, siempre se mostró activa, llevando el hogar y los negocios, y tuvo una gran prudencia en los gastos, a la vez que manifestó una gran compasión hacia los más desvalidos. Serena cuidaba personalmente de Guillemona de Togores, y cuando ésta enfermó la llevó a su casa. Las cartas que Guillemona escribió a Ramón de Tous muestran el agradecimiento por los cuidados de Serena. En septiembre de 1376, Ramón de Tous cayó enfermo, justo cuando se disponía a volver a Barcelona. Sin embargo, no pudo llegar, y murió en Lleida, donde fue sepultado. Sereneta no recuperó los bienes que le correspondían hasta que se dictaminó una sentencia arbitral en 1389.

## Las cartas de Serena de Tous
Se conoce a Sereneta por las cartas que escribió a su marido desde que éste marchó a Aragón hasta su muerte. Fueron cuatro años en los cuales nos explica su día a día y muestra sus sentimientos. En total, se conservan 18 cartas dirigidas a su marido Ramón de Tous.
Sereneta se muestra en sus cartas como una mujer decidida y abierta, que manifiesta sus estados de ánimo y sus sentimientos. En las primeras cartas se puede ver a una Serena abiertamente enamorada. En ellas expresa las vivencias y sus intimidades. Esta correspondencia era el único contacto entre ellos, siendo por este motivo el reflejo de una gradación de los estados de ánimo y sentimientos que sienten el uno por el otro. 
Serena era una persona que estaba muy vinculada a su entorno por lo que sus cartas nos dan noticia de los casamientos, las defunciones, los asuntos de la corte, los problemas de los amigos, etc. En estas cartas se encuentra, también, información de los acontecimientos que se producían a su entorno. A través de estos, se puede conocer la situación económica y social de una época marcada por las hambrunas y la peste. Además, en la información sobre los negocios que Serena escribió nos da datos concretos de la actividad comercial de la época: precios, pedidos...
Estas cartas permiten descubrir su intimidad, expresadas en un magnífico lenguaje coloquial, pleno de ironía a pesar de la gravedad de las circunstancias. En ellas se percibe la historia de una esposa que se encuentra sola en Barcelona, cuidando a una amiga enferma y distanciada de su marido. En muchas ocasiones, en el texto de las cartas figura un reclamo para que vuelva: «Si os habríais tan grande (deseo) de mí, como yo de vos, sènyer,  estaríais antes de que no seréis, por todos tost que siau». Y en otra carta: “Ruego-os que por la buena amor que es entre vos e mí, e será si Dios quiere de la mia vida, que siau remmbrat de mí». O bien: «Si vos sabiau el ansia e el deseo que yo tengo que vos, sényer, me escriurieu pus a menudo que no feudo». 
Pero también con gran ironía le hace reproches, sobre todo cuando es consciente del abandono y de la existencia de alguna amante; él volvía muy poco a Barcelona y cada vez escribía menos. En plena época de hambre ella le escribe: «Creo que así como ha grande carestia de todas cosas, creo que aitambé le havets carestia de tinta e papel».
A pesar de que la mayor parte de las cartas son declaraciones de amor donde se evidencia que Serena trata a su marido de hermano, a veces utiliza el tratamiento de señor. Hay que destacar que en una sociedad simbólica como la medieval es muy significativa la palabra germano. En el cristianismo, estimarse como hermanos corresponde a un amor solidario, denotando igualdad, fidelidad y respeto. Es por este motivo que, Serena, cuando se sentía ignorada y traicionada por su marido hace desaparecer el tratamiento de hermano y lo reemplaza por el de señor.

## "Por mi alma os digo"
Las cartas de Serena se incluyen en una antología de las escritoras más relevantes de la literatura hispánica (teniendo presentes escritoras en lengua catalana, vasca y gallega) e hispanoamericana. Es una antología que presenta cuatrocientos años de escritura en femenino, desde la Edad Media hasta la Ilustración, a través de cartas, poemas, obras autobiográficas, confesiones místicas... El primer volumen de esta antología La Vida escrita por las mujeres lleva como título Por mi alma os digo, una frase que usa Serena en una de las cartas dirigidas a su marido, muy probablemente el 2 de octubre de 1373. Esta es una expresión que refleja la constante relación entre la vida y la escritura.  
Cada capítulo se centra en un aspecto de la escritura «en femenino»: de los textos medievales dados a conocer por damas de la nobleza a la literatura ilustrada que domina el siglo XVIII, pasando por la escritura conventual o por la de aquellas mujeres que pugnaron para defender «el oficio de escribir». Todas ellas: nobles, religiosas, humanistas y beatas, eran mujeres que aspiraban a realizarse plenamente, cumpliendo con su vocación de escritoras de sus vivencias y creencias íntimas, dando consejos a sus hijas, defendiendo su libertad intelectual o denunciando los abusos a los cuales eran sometidas.

## La escritura femenina en la Baja Edad Media

### La escritura de cartas
La escritura de cartas fue uno de los medios que respondió mejor a la necesidad de relación y comunicación entre las personas de aquella época. Fueron algunas mujeres, que hoy en día conocemos por sus escritos, las que escribieron o dictaron cartas para transmitir noticias, pedir o agradecer favores, velar por sus derechos y por los de sus hijos e hijas, felicitar en las alegrías o dar el pésame en las penas. Ciertamente, no es fácil recopilar y estudiar estos textos, puesto que se encuentran muy dispersos, en mal estado, escritos con letra muy cursiva, a menudo sin datar y fuera de contexto. Se han encontrado piezas de una gran belleza, llenas de ternura y que permiten adentrarnos en los pensamientos, sentimientos y vivencias cotidianas de las mujeres del pasado.
A pesar de las circunstancias, se han conservado un gran número de cartas escritas por mujeres, aunque muchas de ellas están todavía por descubrir en los fondos de archivos y otros por ubicar en su contexto. Todas nos acercan a un lenguaje coloquial que nos permite descubrir el catalán hablado de finales de la Edad Media. Además, estas cartas son también unos textos de interés evidente para la historia de las mujeres, puesto que nos acercan a la subjetividad y al día a día de las mujeres, a sus pensamientos, vivencias y relaciones. 
Las cartas de Serena de Tous son uno de los ejemplos de textos realizados en un entorno femenino que han permitido representar y poner en contexto a una historia: la historia de las mujeres. Así mismo, Teresa Vinyoles Vidal, a partir de su trabajo Breve historia feminista de la literatura española (en lengua catalana, gallega y vasca), nos recupera una historia feminista de la literatura que apuesta por la recuperación de la voz de las mujeres de aquella época y dar a conocer la vida, los pensamientos y las costumbres de las mujeres de aquellos tiempos.